# Airoh

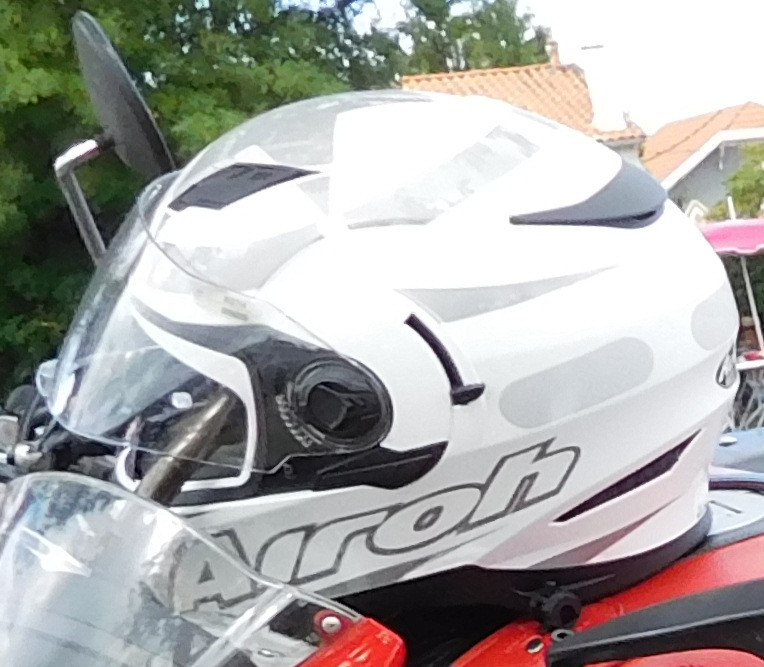
Casque de moto Airoh.

Airoh est le nom d'une société italienne productrice de casques de moto.

## Historique
La marque Airoh est née en 1997 par le fondateur Antonio Locatelli. Avant cette date, la société Locatelli produisait déjà des casques pour d'autres marques et fabricants. Mais depuis la création de Airoh, la société a eu une forte croissance dans le secteur, aidé aussi par de nombreuses sponsorisations d'équipes et de pilotes professionnels dans tous les domaines des courses, surtout dans le motocross. Il s'est imposé avec la réalisation du casque en Kevlar le plus léger de sa catégorie. Aujourd'hui entre ces nombreux pilotes, se trouve le champion du monde Antonio Cairoli.